# Lý thuyết xác suất
Lý thuyết xác suất là ngành toán học chuyên nghiên cứu xác suất.
Các nhà toán học coi xác suất là các số trong khoảng {\displaystyle [0,1]}, được gán tương ứng với một biến cố mà khả năng xảy ra hoặc không xảy ra là ngẫu nhiên. Ký hiệu xác suất {\displaystyle P(E)} được gán cho biến cố {\displaystyle E} theo tiên đề xác suất.
Xác suất mà biến cố {\displaystyle E} xảy ra khi biết việc xảy ra của biến cố {\displaystyle F} là một xác suất có điều kiện của {\displaystyle E} khi biết {\displaystyle F}; giá trị số của nó là {\displaystyle P(E\cap F)/P(F)} (với điều kiện là {\displaystyle P(F)} khác 0). Nếu xác suất có điều kiện của {\displaystyle E} khi biết {\displaystyle F} là bằng với xác suất ("không có điều kiện")của {\displaystyle E}, thì {\displaystyle E} và {\displaystyle F} được xem là các sự kiện độc lập. Vì quan hệ giữa {\displaystyle E} và {\displaystyle F} là đối xứng nên ta có thể nói rằng
{\displaystyle P(E\cap F)=P(E)P(F)}.
Hai khái niệm chủ đạo trong lý thuyết xác suất là biến ngẫu nhiên và phân bố xác suất của một biến ngẫu nhiên; xem thông tin cụ thể ở các bài tương ứng.

## Một cái nhìn trừu tượng về xác suất
Các nhà toán học "thuần túy" thường xem lý thuyết xác suất là ngành nghiên cứu về các biến ngẫu nhiên và không gian xác suất — hướng này được đưa ra bởi Kolmogorov vào thập niên 1930. Một không gian xác suất là một bộ ba {\displaystyle (\Omega ,{\mathcal {F}},P)}, trong đó:
- {\displaystyle \Omega } là tập không rỗng, đôi khi gọi là "không gian mẫu", trong đó mỗi thành viên của nó được coi là một kết quả có thể xảy ra của một thực nghiệm ngẫu nhiên. Ví dụ, nếu chọn ngẫu nhiên 100 cử tri trong số các cử tri tại California và hỏi họ sẽ bầu cho ai vào chức vụ thống đốc, thì tập tất cả các dãy gồm 100 cử tri California sẽ là không gian mẫu {\displaystyle \Omega }.
- {\displaystyle {\mathcal {F}}} là một σ-đại số của các tập con của {\displaystyle \Omega }, các thành viên của nó được gọi là các "biến cố". Ví dụ, tập tất cả các chuỗi gồm 100 cử tri California trong đó ít nhất 60 người sẽ bầu cho Schwarzenegger được xem là "biến cố" rằng ít nhất 60 trong số 100 người được chọn sẽ bầu cho Schwarzenegger. Nói rằng {\displaystyle {\mathcal {F}}} là một σ-đại số có nghĩa rằng, theo định nghĩa, nó chứa {\displaystyle \Omega }, rằng phần bù của một biến cố bất kì là một biến cố, và rằng hợp của một chuỗi (hữu hạn hay vô hạn đếm được) các biến cố bất kì là một biến cố.
- {\displaystyle P} là một độ đo (cụ thể là độ đo xác suất) trên {\displaystyle \Omega }, nghĩa là {\displaystyle {\mathcal {F}}=\mathbb {P} (\Omega )}, đó là một σ-đại số và là đại số lớn nhất mà ta có thể tạo được bằng {\displaystyle \Omega }.

Do đó, trong một không gian rời rạc, ta có thể bỏ qua {\displaystyle {\mathcal {F}}} và chỉ viết {\displaystyle (\Omega ,P)} khi định nghĩa nó.
Mặt khác, nếu {\displaystyle \Omega } không đếm được và ta dùng {\displaystyle {\mathcal {F}}=\mathbb {P} (\Omega )}, ta sẽ gặp rắc rối khi định nghĩa phép đo xác suất {\displaystyle P} vì {\displaystyle {\mathcal {F}}} quá lớn, nghĩa là sẽ có các tập mà không thể gán cho nó một độ đo duy nhất, ví dụ Banach-Tarski Paradox. Do đó, ta phải dùng một σ-đại số {\displaystyle {\mathcal {F}}} nhỏ hơn (ví dụ. đại số Borel của {\displaystyle \Omega } là σ-đại số nhỏ nhất có thể làm cho tất cả các tập mở trở nên đo được).
Một biến ngẫu nhiên {\displaystyle X} là một measurable function (hàm đo được) trên {\displaystyle \Omega }.
Ví dụ, số cử tri sẽ bầu cho Schwarzenegger trong mẫu 100 người là một biến ngẫu nhiên.
Nếu {\displaystyle X} là biến ngẫu nhiên bất kì, ký hiệu {\displaystyle P(X\geq 60)}, viết tắt của {\displaystyle P(\{\omega \in \Omega \mid X(\omega )\geq 60\})}, là xác suất của "biến cố" {\displaystyle X\geq 60}.
Về các phương pháp đại số khác với cách tiếp cận của Kolmogorov, mời xem bài algebra of random variables.

## Triết lý trong ứng dụng của xác suất
Một số nhà thống kê chỉ gán các xác suất cho các biến cố ngẫu nhiên, ví dụ, các biến ngẫu nhiên, mà cho kết quả thử nghiệm thực hay mang tính lý thuyết; đó là những nhà tần suất học (frequentist).
Một số khác lại gán xác suất với những mệnh đề không chắc chắn, tùy theo mức độ chủ quan (personal probability) tin vào sự đúng đắn của nó. Những người như vậy là các nhà Bayes. Một nhà Bayes có thể gán một xác suất cho một mệnh đề như 'đã từng có sự sống trên Sao Hỏa một tỉ năm trước,' vì điều đó là không chắc chắn, trong khi một nhà tần suất học sẽ không gán xác suất cho những phát biểu ngẫu nhiên như vậy. Một nhà tần suất học có thể xem lời tuyên bố đó là không có ý nghĩa. Các nhà tần suất học chỉ gán xác suất cho kết quả của những thử nghiệm ngẫu nhiên được định nghĩa tốt, nghĩa là, khi có một không gian mẫu định sẵn. Trong kinh tế, xác suất đóng góp rất nhiều cho việc tính toán và đưa ra các giải pháp nghiên cứu thị trường,...